# 人魚又上鉤
《人魚又上鉤》（日语：波打際のむろみさん，直譯：岸邊的室見小姐）是名島啟二的日本漫畫作品。在講談社的《週刊少年Magazine》2009年第8號至第12號上短期集中連載，並於同年的第33號開始正式連載。至2014年2月止共出版10集。中文版由東立出版社代理發行。
作者當初短期連載時以為這個作品不會變成正式連載作品，結果最後這個作品正式連載，反而是作者連載中的因此停刊。
2012年10月宣布改編為電視動畫。於2013年4月開始播出。

## 故事簡介
以說博多腔的人魚室見以及常釣到室見的少年向島拓朗為中心，描寫人類與傳說生物之間的搞笑互動。

## 登場人物

### 主要角色
室見（聲：田村由香里）
本作女主角，人魚少女。名稱由來是作者的出身地福岡縣內的室見川，用博多腔說話(台版漫畫翻譯則是用台語呈現)。卵生。游泳速度慢，和鮪魚差不多，但不時因為抵擋不住海潮而被沖上岸。頭上的髮飾是帆立貝造型，右邊的貝殼髮飾是手機（含電子錢包功能），左邊則用來放小東西，有防盜功能。兩腕上的鰭非常銳利，甚至能夠切割金屬。經常在陸地上活動，導致原本華麗的尾鰭被磨損到看不出原型，但她卻不放在心上，反而是比較在意胸部尺寸。價值觀比較接近魚，但因為已經過膩了海中生活而比較喜歡甜食。很習慣陸地生活，偶而會到便利商店買啤酒和零食，使用電子錢包結帳，並且使用滑板在陸地上移動。
對酒精的耐性不高，經常宿醉。宴會時會進行名為「名古屋城」，實際上是模仿鯱的表演。在淡水中也能生活，室見在淡水時會打扮成河童。
年齡不明，但在利維雅因『混沌之戰』累倒醒來時便已出現，可以確定至少有9位數字，不過精神年齡只有18歲。因為被海豚的祖先甩掉，導致她變的很討厭鯨魚和海豚等海中哺乳類(後來證實是她搞錯，她前男友的後代早已滅絕或進化成其他生物，目前變成單純的找碴)。個性活潑豪爽，但也有記恨和怕寂寞的一面。不喜歡暴力行為，但好戰程度與戰鬥能力連瀨戶內三連星都對她敬畏三分，號稱招式名稱以兆計算。因為自身是魚類而不喜歡鳥和貓（因為會被當成美味的魚）。
唱歌會讓船遇難，元朝入侵時船隊整群遇難，就是因為室見當時在海裡開演唱會。常被漁船的漁網網住，但因為抓到室見時都會大豐收，與漁民的關係很好。很受繁殖期的魚類歡迎，但對這些魚沒有什麼興趣。喜歡拓朗，常找機會接近他，不過都被拓朗拒絕（拓朗有時候也會因為室見的言行而臉紅）。會定期產下像鮭魚卵的大型魚卵，多次要求拓郎受精，但都被他拒絕或逃開。似乎有受虐癖，多次被水母攻擊還說疼的很舒服。
向島拓朗（聲：水島大宙）
本作男主角。只要有空就在釣魚的高中生。因為釣到室見而認識她，雖然不時得應付室見的裝傻行動，但還是把她當成朋友。名字在短期連載時沒有出現，直到正式連載時才揭曉。學校唯一的釣魚社社員（後來大橋同學加入），釣魚時總是獨自行動，但在學校有在和朋友往來。年齡很輕，但言行、思想給人豁達的感覺。室見常把他當成與人見面時的地標，在釣魚時不斷遇到人類以外的生物。時常釣到室見，但滿載而歸的狀況很少。起初成績不佳，自從室見給他建議後，成績慢慢開始進步。
從作品中的反應來看，他並非對室見完全不感興趣，只是室見太過纏他而稍微感到厭煩。

### 人魚
樋井（聲：野中藍）
和室見一樣用博多腔說話，稱呼室見「姐姐」，但和室見不是姐妹，而是在附近長大。個性天真爛漫，加上又是博愛主義者，但對海豚有過於溺愛的傾向，在海洋生物間很受歡迎。名稱由來是福岡市的樋井川。很關心別人，經常想把熟識的海洋哺乳類介紹給室見，試圖修復室見和海洋哺乳類的關係，但室見堅決不肯接受。主食是海藻類植物，不吃魚貝類。
隅田（聲：上坂堇）
室見的人魚好友，兩人常一起喝酒、聯誼，但對酒精的忍受力和室見差不多。經常談戀愛，但都沒有結果，為此十分煩惱。失戀的話會暴飲暴食來發洩。喜歡謠傳八卦。頭上的的髮飾是巫骨螺造型，除了是一般的手機外，也可作為鏈球的武器。
密蘇里
擅長治療海洋生物的人魚醫師，隸屬「無海域醫師團」，影響力不容小覷。對海洋生物採取保護方針，有時會採取偏激手段，討厭在海上活動的人類與獵人。室見偶爾會在她底下打工，幫忙她進行治療海洋生物。
淡路、明石、鳴門
以瀨戶內海為據點的女獵人，被稱為「瀨戶內三連星」的人魚團體。身心都充滿攻擊力，領導者的淡路腹肌身上長滿肌肉，腹肌也分成好幾塊。明石和鳴門長的很像，是不是雙胞胎不明（有時會用瀨戶內twins稱呼兩人），前髮遮住右眼的是明石，遮住左眼的則是鳴門。常在海上捕捉鯨魚或鯊魚等可賣到高價的海洋生物，有時也靠打撈沉船財寶賺錢。室見有時候也會幫忙她們。明石其實很怕生，和淡路等人分散時會變的很軟弱。
和密蘇里是死對頭，早期因為理念對立經常造成流血衝突，但在室見的協調下已經收斂許多了，盡量以利維雅當見證人的協調會議取代。
富士（聲：原田瞳）
室見的人魚朋友，金髮巨乳，頭上的髮飾是毛蟶。剛登場時是纏著室見不放的高傲角色，隨著故事進行，受虐癖和百合的傾向越來越明顯。從很久以前就對室見十分憧憬，因為室見華麗的尾鰭被陸地磨損的很嚴重，而討厭陸上世界（人魚的世界中，華麗的尾鰭是美人的必要條件）。因為鰭只要回到水中生活就會再生，富士因此不斷試圖阻止她上陸，但都徒勞無功。喜歡接近室見，但室見非常忌妒她的巨乳而常用力拍打她胸部吐槽；後來室見發現她的傾向後便将其當成危險人物敬而远之。
百慕達、多佛、聖赫勒拿
三人合稱大西洋聖歌隊，歌唱的效果可以製造低氣壓，還不是很熟練，能力有地區限制，濕度不夠不能發揮。看中此能力的密蘇里訓練著她們，希望可藉由這能力控制海洋溫度，保護生態。
很喜歡唱歌，但能力的關係而處處受限，因此非常苦惱，常常吵著要能唱歌的工作。
後來密蘇里向懷茲曼要來能夠抑制她們能力的麥克風才得以解決。
阿恆
生活在印度恆河的人魚，在恆河上游上持續供給能量4000年之久，密蘇里見到她時已經過於瘦弱，對於印度的朝代變換也完全沒記憶。藉由密蘇里的幫助下恢復成豐腴的身材。後來又由淡路將她鍛鍊成苗條的身材。喜歡享受各種美食。
魚釣
頭上的髮飾是雞腳草，有通話功能。主要是生活在琉球群島附近，不過不在意自己是哪裡人，總是抱持著樂觀的態度。在某岸邊有經營著名為BAR SENKAKU的人魚酒吧。
大湊
有東北地方口音，是深海型人魚，因為眼睛對光過於敏感，到海平面上會戴著印有「心眼」的眼罩，不過也因此會看不見搞不清方向。隨身帶著三味線，是三味線演奏者，演奏時可達到海面平息的效果(原理是強制停止當地海潮運動，因此會在反作用到其他地區，但因力道分散而趨近於零)，因此很受漁夫們的愛戴，也遭到聖歌隊的忌妒。跟室見一起演奏合唱的話，則會造成海面分開。
她私人的三味線上附有通話功能，不同的人魚彈奏似乎有不同的效果，聖歌隊曾擅自搶去彈奏，結果引來打雷劈到自己。
海洋經濟代表會議
成員依序為：北太平洋代表、黃海代表、南海代表、莫三比克海峽代表等成員，簡稱ECO。
賭博娛樂景點龍宮城的老闆乙姬，曾於關東大地震龍宮城倒塌之後向其求助；遭到拒絕並且遭受一番羞辱後，揚言要「稱霸陸地並且讓妳們好看」之後揚長而去。

### 其他生物
利維雅（聲：中原麻衣）
本作中最強的人物，室見的前輩，姐姐般角色的人魚。小倉出身，說話有北九州口音。個性溫吞，但比室見還豪邁，同時也會體諒他人。真實身分是利維坦，戰鬥時會恢復成龍的姿態，並能從口中噴火。和很久以前的諸神黃昏有關，在眾神毀滅姆大陸時擔任衝鋒隊長。在打完混沌之戰後，僅剩一個的她原本要直接死去，但是在遇到了室見並被她說:「既然創造了新世界，就有責任看著這世界到最後」，決定繼續活下去。人魚狀態也能夠用心電感應或用吸管將雲給吹跑，身體很硬（有六塊肌），被刀刺完全不會受傷，嫌溫泉不夠熱而跑去泡岩漿。
哈比（聲：酒井香奈子）
希臘神話中半人半鳥的怪物哈耳庇厄。在山上被陷阱抓住，被耶提救出來後和他一起生活。飛行能力高強，是耶提的移動手段之一。上半身和年幼少女相同，下半身穿著燈籠褲。因為身為鳥類的緣故，把室見當成食物，加上走3步就會把事情忘掉的特性，常一看到室見就咬上去，成為室見的天敵之一。拓朗餵食教育她後，開始把室見當成朋友看待，但還是經常把室見當成玩具抓起來玩，而且也分辨不出出室見和其他人魚的差別。視耶提為自己的老婆，看到跟耶提過於親密的人會非常生氣，甚至攻擊他人。
川端（聲：濱田賢二）
住在河川上游的河童，室見常去找他玩。名稱由來是福岡市的川端。因為哥哥被人類抓走而對人類不信任，但因為其兄長的木乃伊在大阪市的瑞龍寺受到慎重對待而讓他心情變的很複雜。起初會找與室見關係良好的拓朗麻煩，現在則還蠻中意他。擅長醫學與藥學，曾經替拓朗做診察。
寶滿（聲：豬口有佳）
住在九州某處的深山內的槌之子，名稱由來是九州的寶滿山。言行舉止充滿女性氣息，年紀比川端還大。每年都請室見和川端幫忙處理毒香菇，冬天時會冬眠。室見認為寶滿跟川端就像姊弟，但實際上是川端被當作跑腿的。
Yeti（耶提）（聲：齋藤千和）
住在北方深山裡的雪人，和傳說中的姿態有很大差異，身高不高且外表中性，加上可愛的外表，讓他到現在還沒被人類發現。力氣很大。性別不明，原本沒有尾巴，後來為了請懷茲曼幫忙製造手機，不得不順從他的意見裝上尾巴。大約60年前幫助了冬季運動時被冰起來的室見後兩人成為朋友，室見很疼耶提。個性淡薄，也不常說話，做事相當專注，和室見一起進行京都旅遊後開始致力於刀劍製作，同時也靠製作佛像與神像賣錢維生。他的特色和靈巧技巧，讓利維雅認為他可能是矮人的後代。個性也相當好學，常讀各種不同的書。入浴時也不會脫掉毛皮。
因為跟同族的人顏色不同，被視為異類而遭族人排擠離開，在遇到室見前都是孤單一人。
龍宮使者（聲：阪口大助）
室見認識的深海魚，原本是龍宮城的員工，因為個性柔弱，加上工作能力不佳，被乙姬當成垃圾看待。龍宮城倒閉後失業，一直找不到工作，常請室見幫忙他找工作。原本只打算出場1次的角色，後來因為他的特性，經常有出場機會。
懷茲曼（聲：大塚芳忠）
傳授超古代人類超科學的外星人。超科學成為大戰的起因，導致他被禁止與人類接觸，住在太平洋上的孤島中。與人魚間有往來，人魚的手機就是他製作出來的。為了延長壽命而將全身機械化，同時將腦數位化，並製造許多複製品。在入侵外國伺服器蒐集情報時，受到該國文化影響，而有喜好動漫的傾向，目前仍會向利維雅挑戰，但每次都被瞬殺。
八呎鳥
跟哈比一樣是鳥身女妖，有三隻腳，一興奮就會不停地轉圈圈，川端移動手法之一，比哈比聰明，能順利地跟別人交談，關西腔調。神的動物使者(御先)，是鳥類中的最高階級。有時會幫助人魚們解決鳥患的問題，代價是讓她舔（嚐味道），拓郎問她「對鳥來說人魚的味道如何?」時回答「超優的」。
Cyclops
Yeti的師父，跟Yeti一樣和傳說中的姿態有很大差異，身高不高且外表中性，在人類的文獻中被記載為全身毛茸茸，擅長冶鐵，會吃人，凶暴又愚笨的獨眼巨人。實際上只有毛茸茸，擅長冶鐵與獨眼符合，為當年與古希臘人一同守衛西西里島時獨自一人擊退大軍，敵軍為了保住面子而進行的抹黑。
十分愛護Yeti，在Yeti被趕出故鄉時正專心的鍛造魔劍，事後才得知此事，對於沒能及時保護Yeti這件事感到十分愧疚。
淚腺十分脆弱，是個愛哭鬼，在故鄉時就因此而跟Yeti一起被人敬而遠之。

### 人類
權造
認識室見很久的老漁夫，52歲，有孫子。30年前出海時遇到正在唱歌的室見而沉船。
康
權造晚輩的年輕漁夫，才剛開始出海，抓到室見後才得知她的存在。
富雄
釣魷魚的高手，70歲，有個名為天塔的孫子。認識室見，不過沒有釣到過她而沒受過她的恩惠。
雪露（聲：大久保瑠美）
名字到第七卷才公佈。是住在馬來西亞海邊褐色皮膚的女孩，有時會有宿醉的人魚飄到她所住的海邊附近，她都會好心提供飲水或椰子給人魚們。把室見送的魚鱗作為朋友的證明。
乙姬（聲：藤田咲）
拓朗常去的釣魚店的店員。原本是海底世界中知名賭博娛樂景點龍宮城的老闆，自從浦島太郎從龍宮城回到陸地上後突然變成老人的謠言傳開後，生意大不如前，又遇到關東大地震，導致龍宮城倒塌，失去所有財產後回到陸地上生活（龍宮城重建計劃失敗，只在原處留下紀念石碑，原處成為大型購物中心）。為了重建龍宮城時向人魚低頭求助，卻受到一番羞辱，最後還遭到拒絕，讓她變的非常憎恨人魚。原本和室見關係不錯，卻因為室見容易聽信謠言，和其他人魚一起痛罵乙姬，讓乙姬對室見的憎恨不斷提升。室見實際上並不是真的討厭乙姬，只是無法坦率表達，和他人在一起的情況兩人就能和平相處。
乙姬原本是室町時代的年輕女性，非常害怕自己變老，她的人魚好友在得知這件事後，把永遠的命給乙姬後從世界上消失（從這段故事得知乙姬就是八百比丘尼）。
增田（聲：增田俊樹）
拓朗與利維雅常光顧的便利商店打工店員，24歲。夢想是當搞笑藝人，為了賺取上搞笑養成學校的學費而做起這份打工，因工作態度太穩建意外受支部長邀請擔任店長，想與女友（30歲，管家）商量此事時卻又意外得知她可能懷孕的問題，讓他不知所措。
大橋達人（聲：逢坂良太）
作者在《Magazine SPECIAL》上連載的作品中的角色，於本作中也有出場。在海邊清理垃圾時碰到室見，並幫忙她從魚網中脫身。很擔心人類破壞地球環境的行為，和認為這是自然法則的室見意見相左。從達人與拓朗同班來看，兩個作品世界觀相同。後來在與拓朗一起釣魚時與室見再次見面，同時也見到耶提與哈比，讓他不禁感嘆世界的廣大。
名稱由來是福岡市南區內的地名。
同作品的角色千春在本作也有短暫出場。
島原誠一郎
86歲，釣香魚的名人，在第二次世界大戰時認識室見。也在年輕時認識川端。

## 出版書籍
| 冊數 | 講談社         | 講談社                 | 東立出版社     | 東立出版社             |
| 冊數 | 發售日期       | ISBN                   | 發售日期       | ISBN                   |
| ---- | -------------- | ---------------------- | -------------- | ---------------------- |
| 1    | 2010年2月17日  | ISBN 978-4-06-384258-6 | 2011年10月21日 | ISBN 978-986-10-6789-6 |
| 2    | 2010年6月17日  | ISBN 978-4-06-384318-7 | 2011年10月21日 | ISBN 978-986-10-6790-2 |
| 3    | 2011年1月17日  | ISBN 978-4-06-384433-7 | 2012年5月22日  | ISBN 978-986-10-7233-3 |
| 4    | 2011年7月17日  | ISBN 978-4-06-384524-2 | 2012年9月11日  | ISBN 978-986-10-8392-6 |
| 5    | 2011年12月16日 | ISBN 978-4-06-384605-8 | 2012年11月15日 | ISBN 978-986-10-9400-7 |
| 6    | 2012年4月17日  | ISBN 978-4-06-384658-4 | 2013年3月22日  | ISBN 978-986-317-196-6 |
| 7    | 2012年10月17日 | ISBN 978-4-06-384741-3 | 2013年8月16日  | ISBN 978-986-324-473-8 |
| 8    | 2013年3月15日  | ISBN 978-4-06-384741-3 | 2014年4月3日   | ISBN 978-986-332-690-8 |
| 9    | 2013年8月16日  | ISBN 978-4-06-394915-5 | 2014年7月25日  | ISBN 978-986-337-490-9 |
| 10   | 2014年2月17日  | ISBN 978-4-06-395012-0 | 2015年1月12日  | ISBN 978-986-348-760-9 |
| 11   | 2014年7月17日  | ISBN 978-4-06-395127-1 | 2015年7月28日  | ISBN 978-986-365-793-4 |

## 電視動畫

### 製作人員
- 原作：名島啟二（日语：名島啓二）（講談社「週刊少年Magazine」連載）
- 監督：吉原達矢
- 系列構成：筆安一幸
- 角色設計、總作畫監督：貞方希久子
- 背景：STUDIO TULIP（日语：STUDIO TULIP）
- 音響監督：今泉雄一
- 音響製作：HALF H・P STUDIO（日语：HALF H・P STUDIO）
- 音樂製作：STARCHILD
- 動畫製作：龍之子Production

### 主題曲
片頭曲
作詞：畑亞貴，作曲；神前曉，編曲：神前曉、高田龍一，主唱：隅田（上坂堇）

### 各話列表
| 話數           | 日文標題 | 中文標題           | 劇本     | 分鏡     | 演出       | 作畫監督          |
| -------------- | -------- | ------------------ | -------- | -------- | ---------- | ----------------- |
| 第1話          |          | 瀨戶灘上的室見     | 筆安一幸 | 吉原達矢 | 吉原達矢   | 小嶋慶祐          |
| 第2話          |          | 傳說的海獸與室見   | 筆安一幸 | 吉原達矢 | 吉原達矢   | 砂川貴哉          |
| 第3話          |          | 積年的回憶與室見   | 村上桃子 | 瀨藤健嗣 | 瀨藤健嗣   | 松下郁子          |
| 第4話          |          | 食物鏈與室見       | 村上桃子 | 瀨藤健嗣 | 瀨藤健嗣   | 松下郁子          |
| 第5話          |          | 兩座山峰與室見     | 涼村千夏 | 中野英明 | 中野英明   | 小山知洋          |
| 第6話          |          | 龍宮城與室見       | 涼村千夏 | 中野英明 | 中野英明   | 山崎淳            |
| 第7話          |          | 少年、河童與室見   | 筆安一幸 | 中村憲由 | 野木森達哉 | 砂川貴哉          |
| 第8話          |          | 療癒系（？）與室見 | 涼村千夏 | 中村憲由 | 野木森達哉 | 吉原達矢          |
| 第9話          |          | 祕密的超文明與室見 | 涼村千夏 | 瀨藤健嗣 | 瀨藤健嗣   | 松下郁子          |
| 第10話         |          | 全球性與室見       | 筆安一幸 | 瀨藤健嗣 | 瀨藤健嗣   | 齋藤真由          |
| 第11話         |          | 傲與室見           | 村上桃子 | 中野英明 | 中野英明   | 山崎淳            |
| 第12話         |          | 愛的各種形式與室見 | 村上桃子 | 中野英明 | 中野英明   | 小山知洋 山崎淳   |
| 第13話         |          | 年末年始的室見     | 筆安一幸 | 吉原達矢 | 吉原達矢   | 普津澤時衛門      |
| 第EX話 （OAD） |          | 盤古超大陸的室見   | 筆安一幸 | 吉原達矢 | 吉原達矢   | 砂川貴哉 吉原達矢 |

### 播放電視台
除了網絡配信，本動畫與惡魔阿薩謝爾在召喚你Z放在同一時段（30分鐘）內播放。
 日本深夜動畫：下文記載的日本国内播放時間使用日本標準時間（UTC+9）表示。因為部分時間标识會採用30小时制，因此請留意这类超过24:00的时间，其實際播放時間為翌日清晨。
| 播放地區   | 播放電視台   | 播放日期              | 播放時間（UTC+9）         | 所屬聯播網 | 備註                   |
| ---------- | ------------ | --------------------- | ------------------------- | ---------- | ---------------------- |
| 東京都     | TOKYO MX     | 2013年4月6日－6月29日 | 星期六 25時15分－25時30分 | 獨立UHF局  |                        |
| 近畿廣域圈 | 每日放送     | 2013年4月6日－6月29日 | 星期六 27時43分－27時58分 | 日本新聞網 | Anime Shower 第4部後半 |
| 埼玉縣     | 埼玉電視台   | 2013年4月7日－6月30日 | 星期日 23時45分－24時00分 | 獨立UHF局  |                        |
| 千葉縣     | 千葉電視台   | 2013年4月7日－6月30日 | 星期日 23時45分－24時00分 | 獨立UHF局  |                        |
| 神奈川縣   | 神奈川電視台 | 2013年4月7日－6月30日 | 星期日 23時45分－24時00分 | 獨立UHF局  |                        |
| 愛知縣     | 愛知電視台   | 2013年4月8日－7月1日  | 星期一 26時20分－26時35分 | 東京電視網 |                        |
| 福岡縣     | TVQ九州放送  | 2013年4月8日－7月1日  | 星期一 26時45分－27時00分 | 東京電視網 |                        |
| 日本全國   | BS11         | 2013年4月12日－       | 星期五 23時15分－23時30分 | 衛星電視   | ANIME+節目             |

| TOKYO MX 星期六 25時15分－25時30分 節目 | TOKYO MX 星期六 25時15分－25時30分 節目 | TOKYO MX 星期六 25時15分－25時30分 節目 |
| --------------------------------------- | --------------------------------------- | --------------------------------------- |
|                                         | 人魚又上鉤                              |                                         |
| 南家三姊妹 回來了 （25:00－25:30）      | 現視研 第二代 （25:00－25:30）          |                                         |

## 資料來源
1. ↑  2013年8月16日発売コミックス限定版第9巻収録

## 外部連結
- StarChild：人魚又上鉤 （页面存档备份，存于）